# Савва Московский
Савва Московский († ок. 1410) — игумен, преподобный.
Память 13 июня, в Соборах Московских и Радонежских святых.
Ученик преподобного Андроника Московского, был поставлен после смерти своего учителя игуменом Спасо-Андроникова монастыря.
Погребён в одной могиле с Андроником Московским.
Пахомий Логофет через 50 лет после кончины преподобного Саввы писал о нём: «Сей преподобный отец наш содержал преданную ему паству в благочестии, чистоте и великой святости, был почитаем от великодержавных князей и во всех странах, по причине великих его добродетелей и чудной и изрядной его жизни. При нём умножилось стадо добродетельных, великих и честных мужей… преподобный пожил много лет благоугодно и благочестно».

## Иконография
Из Андроникова монастыря сохранилась икона преподобных Андроника и Саввы Московского второй половины XIX века, где Андроник представлен старцем в мантии, с длинной бородой, левая рука с чётками прижата к груди. В 1980—1990 годах появились несколько икон Андроника Московского, созданных московскими иконописцами. Так, например, в 1995 году для Спасского собора Андроникова монастыря настоятелем протоиереем Вячеславом Савиных написана храмовая икона преподобных Андроника и Саввы Московского.